# Торичели Супериоре (Фрозиноне)
Торичели Супериоре је насеље у Италији у округу Фрозиноне, региону Лацио.
Према процени из 2011. у насељу је живело 45 становника. Насеље се налази на надморској висини од 103 м.